# Tour de Feminin
Le Tour de Feminin (anciennement nommé Tour de Feminin-Krásná Lípa et Tour de Feminin-O cenu Českého Švýcarska) est une course cycliste féminine par étapes disputée en République tchèque. Créé en 1988, il fait partie du calendrier de l'Union cycliste internationale en catégorie 2.2. Il est organisé par le club cycliste de Krásná Lípa.
La course n'a pas lieu en 2022, pour des raisons économiques.

## Palmarès
| Année                                    | Vainqueur               | Deuxième                | Troisième            |                  |
| ---------------------------------------- | ----------------------- | ----------------------- | -------------------- | ---------------- |
| Tour de Feminin-Krásná Lípa              |                         |                         |                      |                  |
| 1988                                     | Radka Kynelova          | Eva Orvošová            | Iveta Sitarova       |                  |
| 1989                                     | Radka Kynelova          | Eva Orvošová            | Ildiko Paczova       |                  |
| 1990                                     | Eva Orvošová            | Radka Kynelova          | Iveta Sitarova       |                  |
| 1991                                     | Ildiko Paczova          | Julie Pekárková         | Jarmila Snahnicanova |                  |
| 1992                                     | Elena Barillova         | Lenka Ilavská           | Šárka Víchová        |                  |
| 1993                                     | Sandra Schumacher       | Susanne Plambeck        | Iveta Sitarova       |                  |
| 1994                                     | Zinaida Stahurskaia     | Rebecca Bailey          | Hanka Kupfernagel    |                  |
| 1995                                     | Lenka Ilavská           | Bogumiła Matusiak       | Judith Arndt         |                  |
| 1996                                     | Hanka Kupfernagel       | Kerstin Scheitle        | Miluše Flašková      |                  |
| 1997                                     | Hanka Kupfernagel       | Rasa Polikevičiūtė      | Lenka Ilavská        |                  |
| 1998                                     | Svetlana Guiguileva     | Lucia Pizzolotto        | Yuliya Murenkaya     |                  |
| 1999                                     | Hanka Kupfernagel       | Yuliya Murenkaya        | Sandra Missbach      |                  |
| 2000                                     | Hanka Kupfernagel       | Bogumiła Matusiak       | Valentyna Karpenko   |                  |
| 2001                                     | Sandra Wampfler         | Bogumiła Matusiak       | Sophie Creux         |                  |
| 2002                                     | Bogumiła Matusiak       | Trixi Worrack           | Anita Valen de Vries |                  |
| 2003                                     | Valentyna Karpenko      | Lada Kozlíková          | Sarah Düster         |                  |
| 2004                                     | Trixi Worrack           | Chantal Beltman         | Theresa Senff        |                  |
| 2005                                     | Tina Liebig             | Bogumiła Matusiak       | Eva Lutz             |                  |
| 2006                                     | Theresa Senff           | Lada Kozlíková          | Hanka Kupfernagel    |                  |
| 2007                                     | Hanka Kupfernagel       | Andrea Graus            | Edwige Pitel         |                  |
| 2008                                     | Angela Hennig           | Trixi Worrack           | Sarah Düster         |                  |
| Tour de Feminin-O cenu Českého Švýcarska |                         |                         |                      |                  |
| 2009                                     | Alexandra Burtschenkowa | Edwige Pitel            | Martina Růžičková    |                  |
| 2010                                     | Trixi Worrack           | Alexandra Burtschenkowa | Sarah Düster         |                  |
| 2011                                     | Amanda Spratt           | Natalja Bojarskaja      | Larissa Pankowa      |                  |
| 2012                                     | Larissa Pankowa         | Carla Ryan              | Martina Ritter       |                  |
| 2013                                     | Amy Cure                | Emma Pooley             | Martina Ritter       |                  |
| 2014                                     | Brianna Walle           | Martina Sáblíková       | Vera Koedooder       |                  |
| 2015                                     | Tatiana Antoshina       | Lauren Stephens         | Anna Plichta         |                  |
| 2016                                     | Cecilie Uttrup Ludwig   | Anna Plichta            | Natalja Bojarskaja   |                  |
| 2017                                     | Ruth Edwards            | Tayler Wiles            | Ann-Sophie Duyck     |                  |
| 2018                                     | Leah Thomas             | Elizaveta Oshurkova     | Sofie De Vuyst       |                  |
| 2019                                     | Vita Heine              | Aurela Nerlo            | Elizaveta Oshurkova  |                  |
| 2020                                     | annulé/abandonné        | annulé/abandonné        | annulé/abandonné     | annulé/abandonné |
| Tour de Feminin                          |                         |                         |                      |                  |
| 2021                                     | Joscelin Lowden         | Morgane Coston          | Corinna Lechner      |                  |
| 2022                                     | annulé/abandonné        | annulé/abandonné        | annulé/abandonné     | annulé/abandonné |
| 2023                                     | Olha Kulynych           | Dominika Włodarczyk     | Eliška Kvasničková   |                  |
| 2024                                     | Julia Kopecký           | Femke de Vries          | Xaydée Van Sinaey    |                  |
| 2025                                     |                         |                         |                      |                  |